# Un casament a la Índia
Un casament a l'Índia, és una pintura de l’artista Joan Abelló i Prat, realitzada en 1992 a propòsit d’un viatge que va fer per diversos països a l’Àsia, entre ells l'Índia, on va assistir a un casament que posteriorment va representar en aquesta acolorida composició. L’obra forma part de la col·lecció del Museu Abelló.

## Descripció de l'obra
En aquesta peça, l'artista català ens mostra la celebració d’un casament a l'Índia, representant en la part superior del quadre als nuvis, els quals destaquen per sobre de la resta de personatges no només per raons compositives i organitzatives en la tela, sinó també perquè presenten una mida molt superior a la resta de figures. Es troben a la part superior del quadre, al centre, mirant-se entre ells i representats de cos sencer. Cap dels dos amb rostre, el nuvi va vestit de color blanc i porta un barret blau coronat per una taca de color groc, i la núvia, en canvi, va vestida d’aquesta mateixa tonalitat groga, apropant la seva mà esquerra al pit del seu futur marit. Es troben envoltats d’una espècie d’arc format per voluminosos traços de pintura de molts colors, vius i diversos, que volen transmetre el colorit fons que decora aquest tipus de celebracions a l’Índia. De tres quarts cap avall, hi ha representats els convidats, sense cap mena d’ordre ni jerarquia, d’una mida inferior, vestits de molts colors diferents i representats amb rostre. D’entre tots ells, destaca la representació del mateix Joan Abelló, autoretratat a la part esquerra pintant seguint el model de Velázquez a Las Meninas. L'obra està signada a l'angle inferior dret.

## Estil d'Abelló als 90
L'estil de la peça permet incloure la seva creació en el període de maduresa artística del pintor, en els anys en els quals va utilitzar l'explosivisme per a retratar els paisatges i esdeveniments que més li van agradar de tots els indrets que va conèixer viatjant. No obstant això, el pintor Abelló té un perfil molt experimentador i una dilatada i prolífica trajectòria artística, fruit de la qual a la dècada dels 90 inaugura un nou estil en el qual el pintor varia la gamma de colors i textures començant a deixar de banda l'explosivisme que tant l’havia caracteritzat, intercanviant l'elevada quantitat de massa pictòrica per unes teles en les quals es mostra la seva textura, pigmentada amb una barreja d’oli i pigments naturals. Aquesta peça es podria situar en els inicis d’aquesta nova tendència estilistica, ja que, entre altres motius, és la primera obra en la qual el pintor deixa un tros de tela sense cap gota de pintura, deixant veure la seva textura, a l’angle inferior dret.

## Context de l'obra
L’obra es realitza l’any 1992, any en el qual el pintor Abelló decideix fer un viatge durant dos mesos que després anomenarà com la seva "primera volta al món" i que el va portar a descobrir l’Índia, el Nepal, Tailàndia, Indonèsia i Singapur. La realització de la peça s’ha de situar al principi del viatge anteriorment comentat, en uns mesos en els quals el pintor va visitar llocs com Nova Delhi, Lahore, Jaipur Benarés o Agra. Segons Josep Félix Bentz, un dels aspectes que més van cridar l’atenció del pintor en aquests indrets van ser les festes de les respectives religions de l’Índia, on hem d’incloure el casament que representa la imatge. Tenint en compte com és el protocol d’aquest tipus de celebracions, l'escena que representa el pintor es produiria a casa de la núvia, en el moment en el qual per primera vegada els nuvis es veuen, sent un moment de gran vistositat en el que els convidats seuen sobre catifes luxoses i acolorides al voltant d’un foc sagrat. En aquest ritual, els nuvis han de donar set voltes tirant arròs, safrà, encens i altres ofrenes abans que la núvia s’acomiadi de la seva llar i de la seva família per marxar a viure a casa del seu marit.

## Exposicions
- Abelló, un tast, Museu Abelló, 12/12/2012

- Un món sense mapes. Els viatges de Joan Abelló, Museu Abelló, 18/05/2019 - 20/10/2019

## Referéncies
1. ↑  BENTZ OLIVER, José F. Abelló.  Sabadell: Editorial Ausa,, 1988, p. 323.